# ツバメ
ツバメ（学名：Hirundo rustica）は、スズメ目ツバメ科ツバメ属に分類される鳥類である。

## 形態
黒い背中と白い腹、二又に分かれた長い尾が良く目立つ小鳥である。雌雄で色の差は無い。頭頂部から背中側は暗色系で金属光沢があり青みがかった黒色（藍黒色などと呼ばれる）。顔の周りは赤色が目立つが、眼先だけは黒い。額および喉から胸にかけての部分は赤褐色である。胸と腹との境には暗色の横筋が入る。腹は全体に白色が目立つ。翼は背中側から見ると黒一色であるが、腹側から見ると黒色の部分と白色の部分があり、前方の脇羽や雨覆の部分は白色であるが、後方の風切羽などは黒色である。尾は全体は黒色で、個々の羽も黒色であるが中央には白斑を持つ。嘴は黒色、脚は黒褐色、虹彩は褐色。体長は雌雄ともに110ミリメートル（mm）内外、尾は雄70-100mmで個体にもよるが、雄の方がやや長い。体重は10-20グラム（g）程度。
卵は白色の地に茶色の斑点があり、長径20㎜、短径14㎜、重量は1.8g内外である。

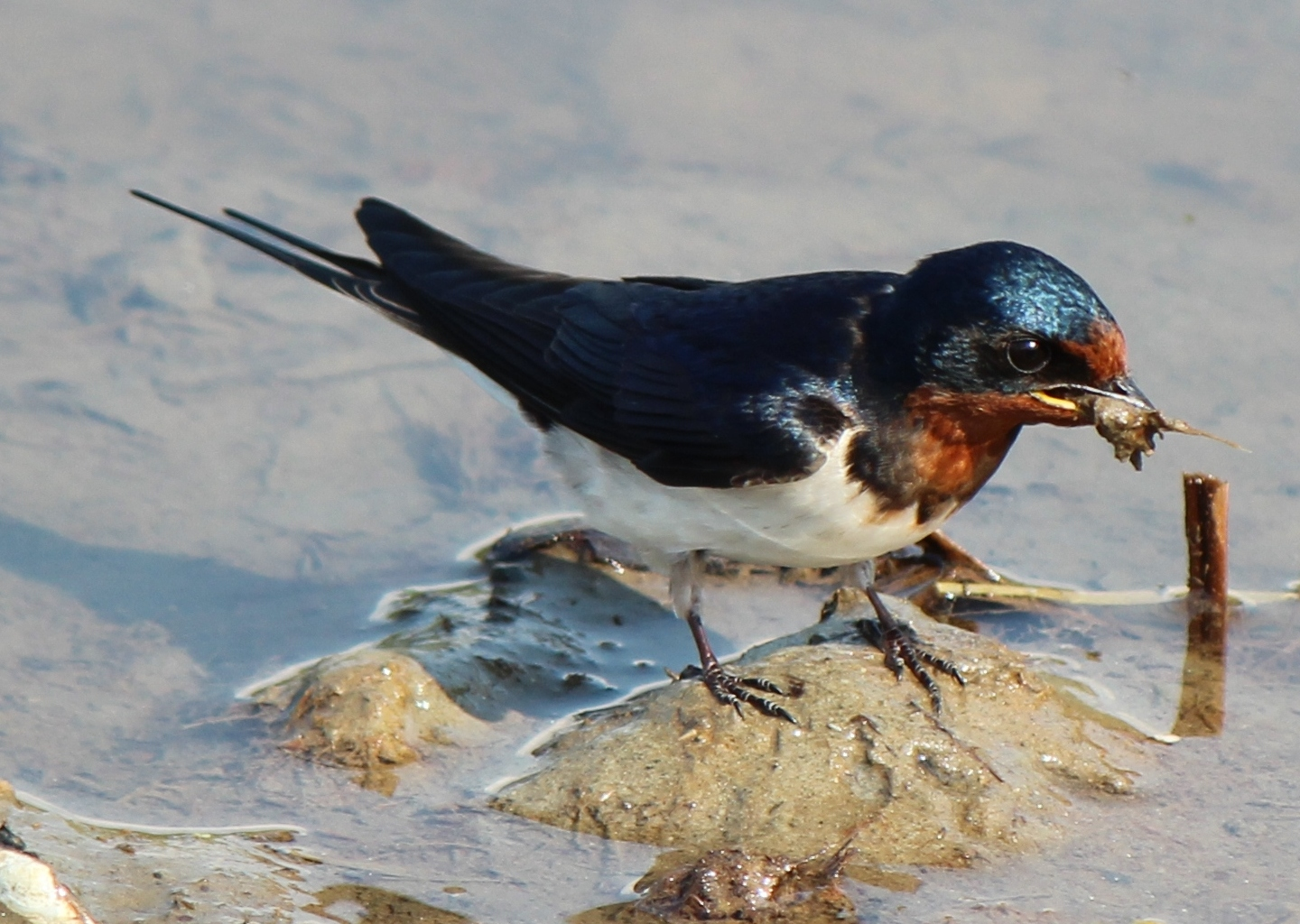
青みがかった金属光沢を持つ背中と白い腹が目立つ
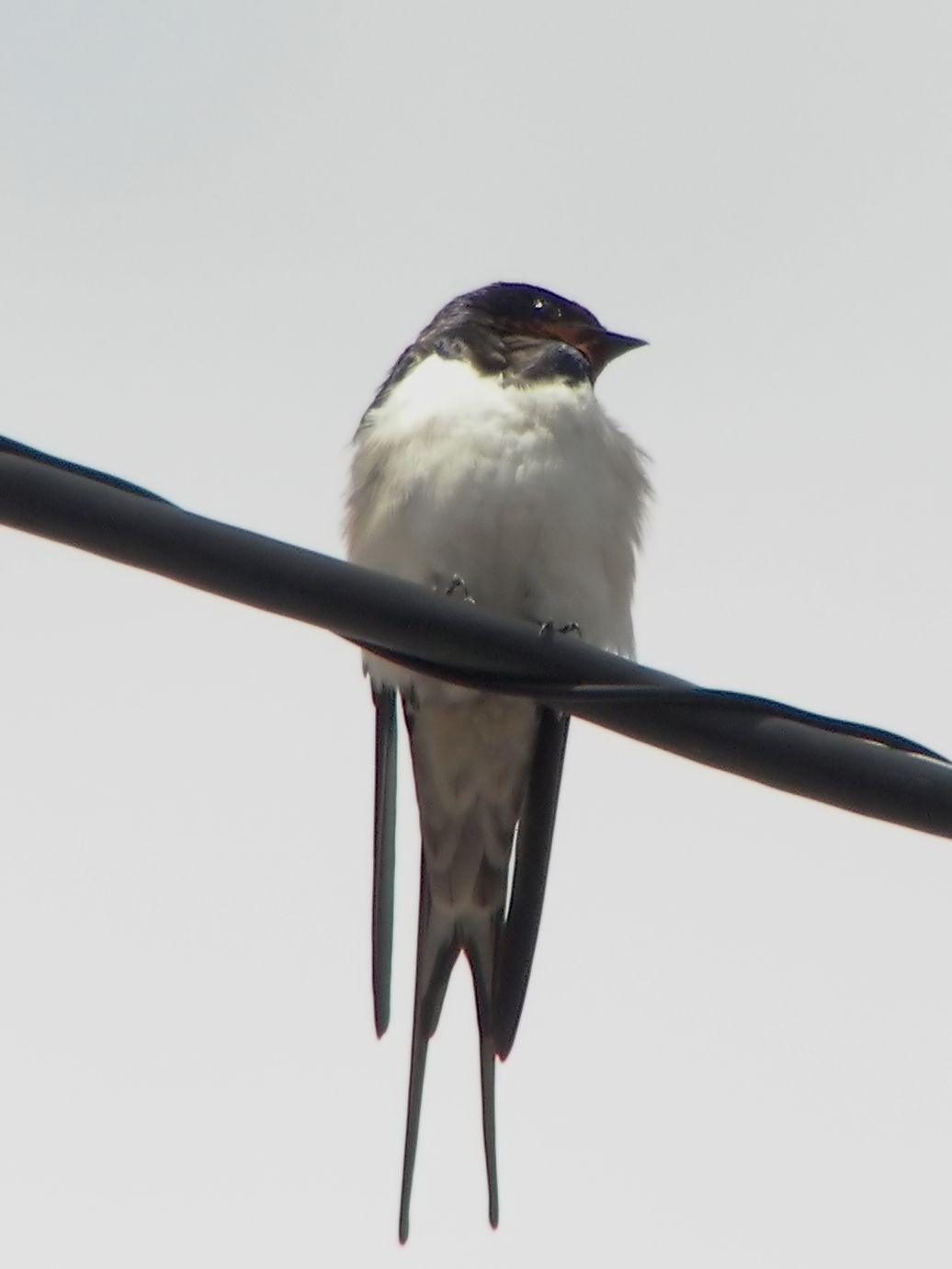
白い腹
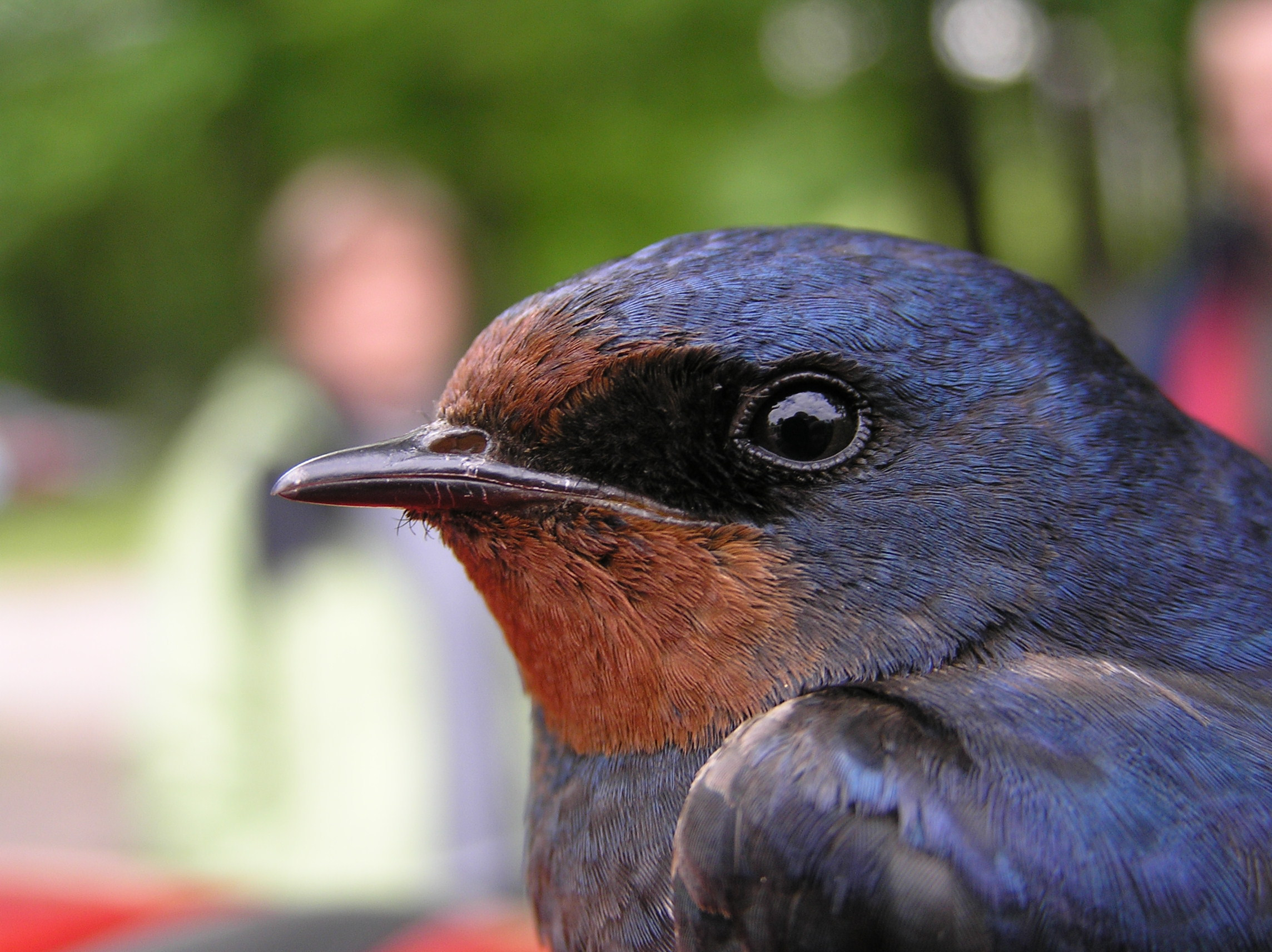
顔。額および喉は赤く、眼先は黒色。
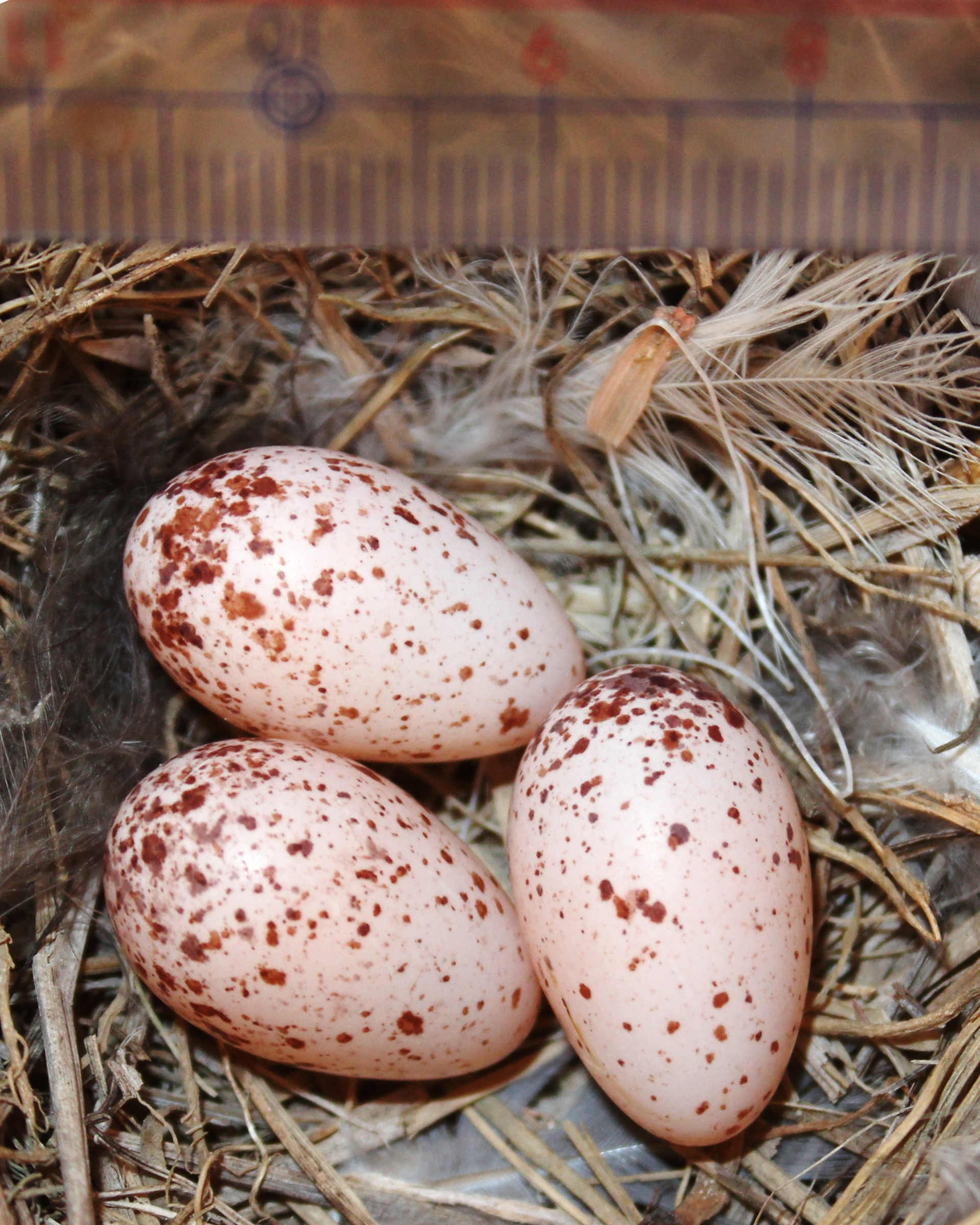
卵は白地に茶色の斑点
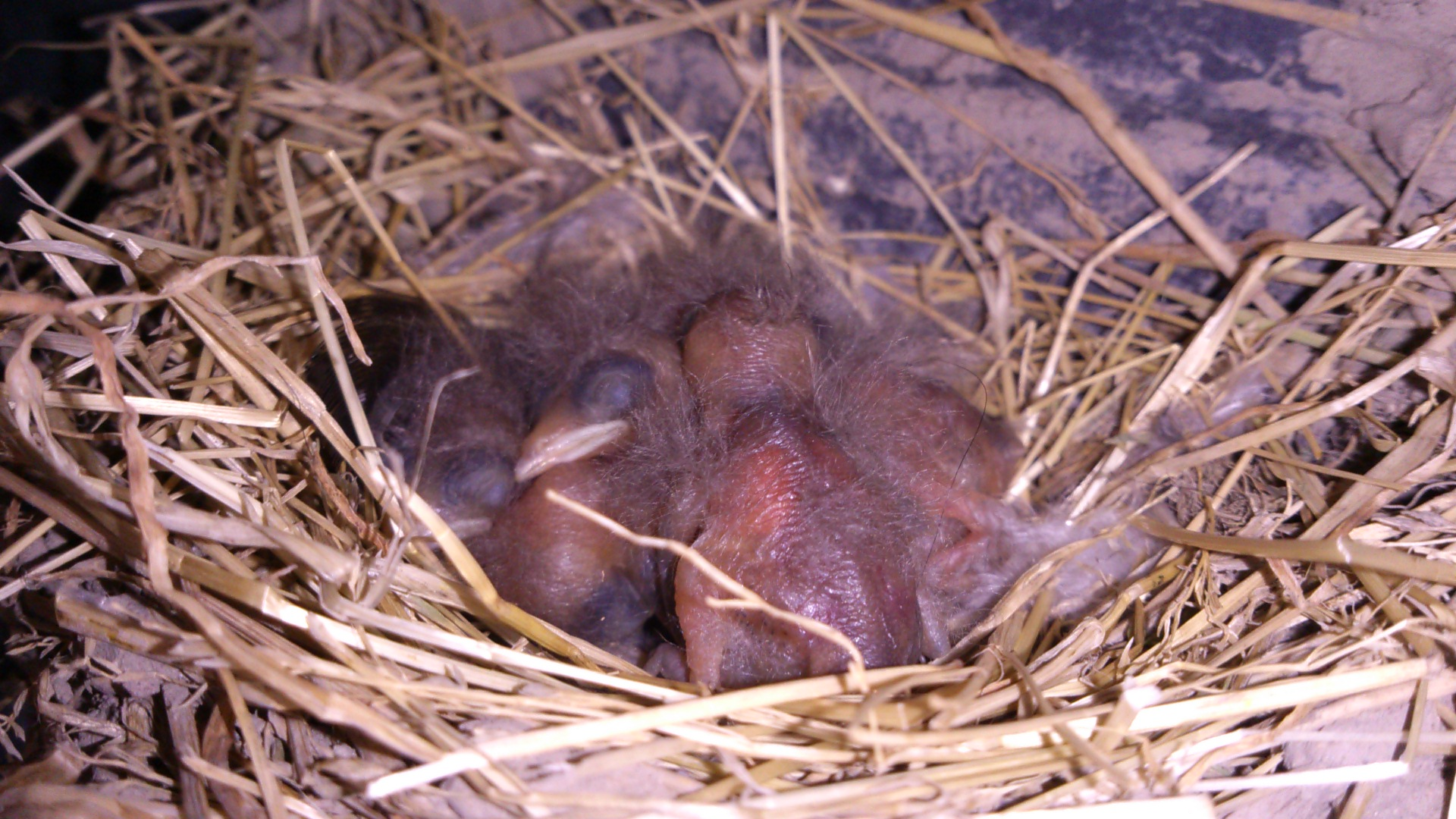
ふ化直後の雛
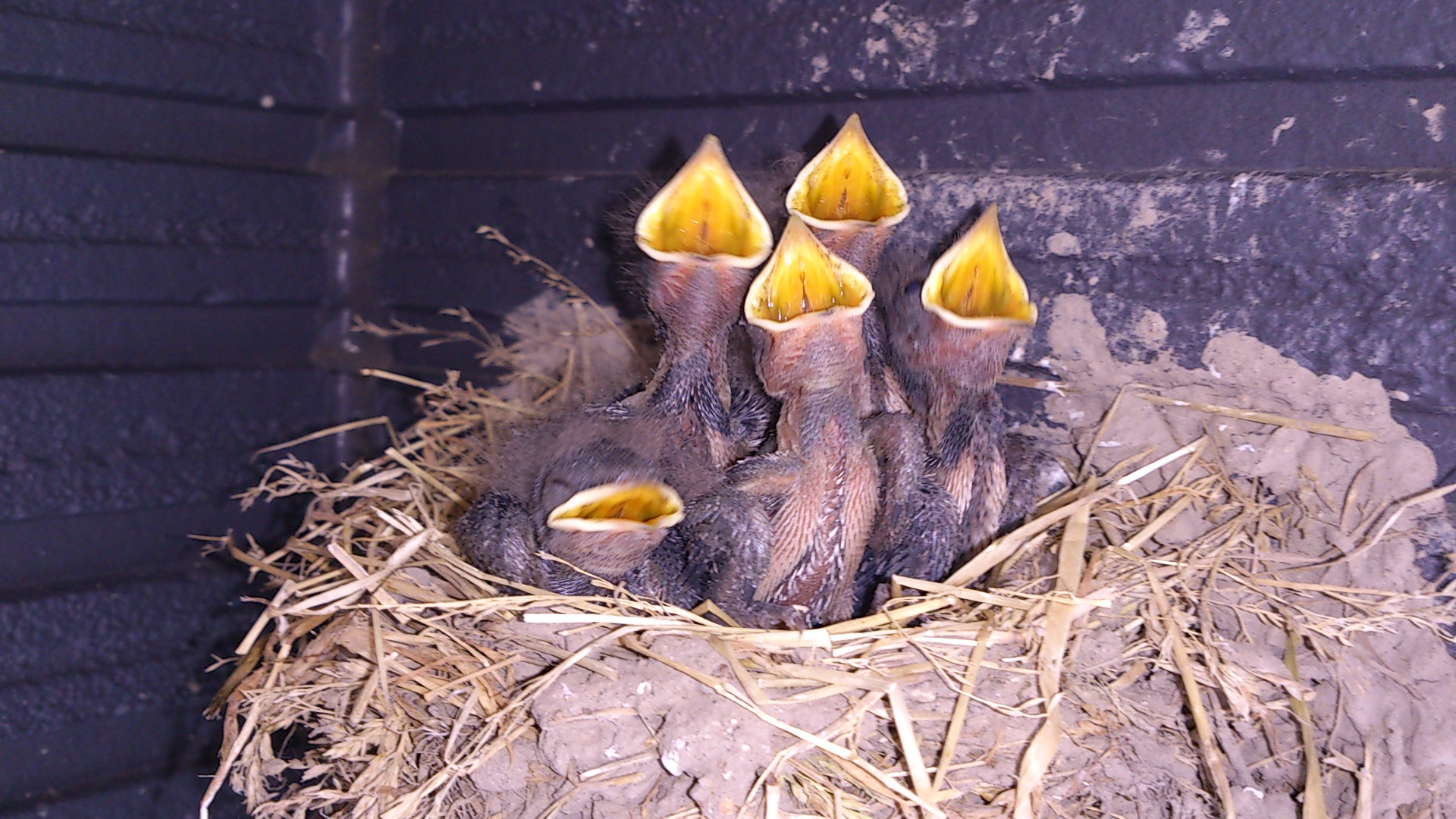
餌をねだる雛

## 生態
身近で見られる渡り鳥の一種で、繁殖期を含む春から秋にかけてだけ北半球の温帯で過ごし、冬は南方で過ごすという日本から見ると夏鳥タイプの渡り鳥である。日本では主に本州以南の平野部で見られ、北海道は少ない。1970年代の北海道十勝地方の観察例では、営巣個体は数組で川沿いの牛舎に営巣するものが多かったという。1960年代の東京近郊では3月中旬ごろから渡ってきた個体が少数見られるようになり、4月以降に大きく増えるという。なお、日本における観察記録の分析では2000年代のツバメは1960年代に比べて春の飛来はやや早まっているというが、秋の渡りの時期は変化がないという。
上述の牛舎も含め人里近くに巣作りすることが特徴で、泥や枯草を捏ねた巣を作る。巣は縦8㎝、横10㎝、深さ3㎝程度の大きさである。親鳥は午前中を中心に1時間に30回近く泥を運搬し、10日前後で巣を作り上げる。古い巣を利用する場合、新しい巣の方が古いものより若干小さいという。産卵期は4月から7月で、4月下旬から5月中旬にピークがある。また、産卵時間の多くは早朝であるという。
主食は昆虫で狩りは飛行しながら行う。ツバメは飛翔能力に優れており、空中で素早く向きを変え、飛んでいる昆虫や地上付近の昆虫を捕まえる。地上に降りて歩くことは巣材を集めるときなどに限られ、休む時も木の枝や電線に止まることが多い。子育てが終わる初夏以後冬に日本を去るまでの間はヨシ原などに数千羽から数万羽の群れが見られることがある。石川県での観察ではツバメはヨシ原の中でも特に限られた範囲に集中するという。また、季節によってこの位置を変えているという報告もある。
日本の個体群の成鳥は夏から秋にかけて換羽を行う。同時期のヨーロッパに分布するものに比べて、換羽する個体の割合が高いのが特徴で、渡りの距離などの違いが影響しているのではないかと見られている。なお、日本のツバメとヨーロッパのものは分類学的にも亜種単位の違いがあるとされている。
越冬地は南方、日本の個体群の場合は東南アジアに渡るものが多いという。ヨーロッパの個体群の中にはアフリカ大陸南部まで8000㎞の移動をするものが知られる。
ヨシ原などに集まった個体は秋になると渡っていくが、少数の個体は日本に留まる例が昔から観察されている。中には晩春に子育てした巣で越冬する個体もみられるという。
天敵はカラス、猛禽類やヘビなどである。ハヤブサはヨシ原に集まった集団を襲う時があり、時間は日中ではなく日没前後が多いという。
雛（ヒナ）を育てている間に親鳥のうちどちらか一方が何らかの理由で欠けると、つがい外のツバメがやってきて育てているヒナを巣から落として殺す行動が観察されている。一方、つがいのうちメスが欠けた場合はどこからともなく複数の他のツバメが集まり、その中から選ばれたように一羽ツバメが新たなつがい相手となって子育てを継続する様子も観察されている。
イガという蛾の一種がツバメの巣の中で生息している。この蛾の幼虫は巣の中にあるツバメの羽毛を食べて成長しているものと見られている。ツバメ類の巣からはノミ類やトコジラミ類のような吸血昆虫が見つかることも多い。これらは親鳥やひな鳥から吸血しているものと見られる。
日本野鳥の会は全国各地からの観察報告を得て、2013年から「ツバメの子育て状況調査」を実施している。2020年までの8年間で5351人から延べ1万586カ所の巣について報告され、うち46％が巣立った（平均は巣1カ所あたり4羽）。巣立たなかった原因としては捕食や落下、放棄、人による撤去が挙げられる。人が出入りする建物が減る過疎地域では営巣数も顕著に減る。

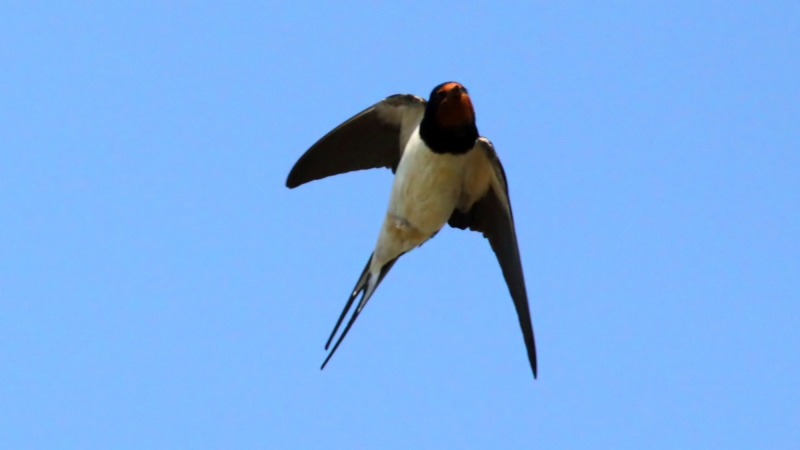
空中で体をひねるツバメ。飛翔能力は高い。
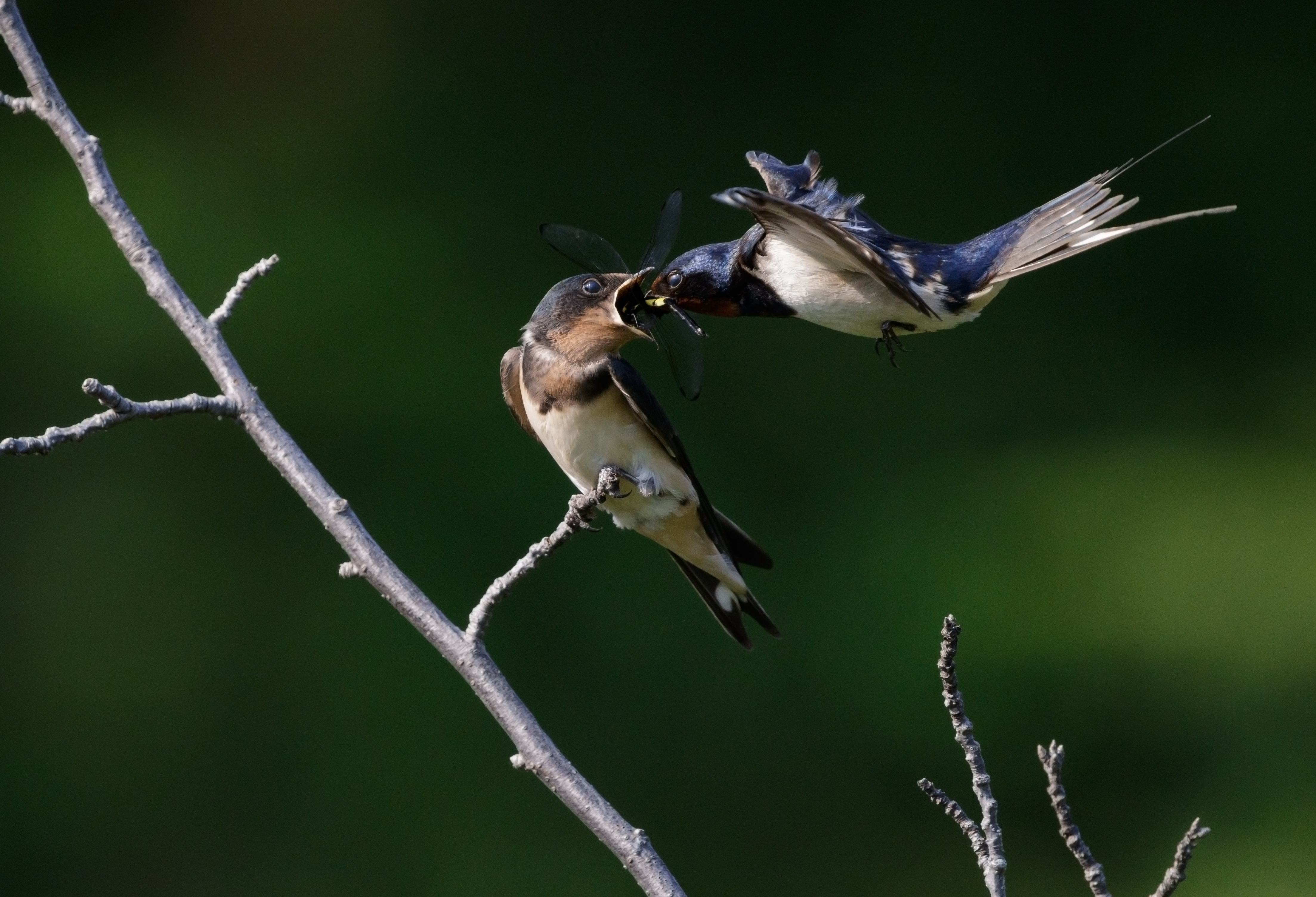
若鳥に給餌する親鳥（大阪、6月）

## 分布
種単位としてはインド亜大陸を含むユーラシア大陸、アフリカ大陸、南北アメリカ大陸、オーストラリア大陸など、ほぼ全世界的で見ることができる。ただし、渡りを行う地域では一年中見られるというわけではない。また、南半球での分布地は比較的局所的である。

## 人間との関わり

### 食用
日本では上述のようなツバメに対しての良いイメージもあり、ツバメの食用利用は稀であったと見られる。江戸時代は野鳥を食べる文化が強かったとされるが、スズメやヒヨドリなどの作物を加害することもある小鳥はよく食べられていたという記録が残るのに対し、ツバメは出てこない。もっとも、非常時には止む無く食べることもあったとみられ、九州平戸藩の甲子夜話では、ツバメの塩漬けが兵糧として使用されることが書かれているという。
中華料理の食材として有名な「燕窩」（いわゆる「燕の巣」）はアナツバメの巣である。狭義のツバメが作る泥や草を混ぜて作った巣ではなく、唾液腺から分泌される粘液が固まったものから成る。ツバメとは付くが、分類的にも縁遠い。
日本では明治時代の「狩猟規則」（明治二十五年勅令第八十四号）により、ツバメは法的に狩猟が禁止され、以後100年以上たっても解除されていない。現在の「鳥獣の保護及び管理並びに狩猟の適正化に関する法律」（平成十四年法律第八十八号、通称：鳥獣保護法）の施行規則第十条に定める狩猟鳥獣の一覧にも入っておらず、日本では狩猟鳥獣ではない。違反すると同法八十三条などにより罰則がある。

### 感染症媒介
ツバメの糞には多様な細菌が含まれており、一部はヒトに対して病原性があるものもある。江戸時代にはツバメの糞は雑草の駆除に役立つと考えられていた。
ツバメ類には吸血昆虫のトコジラミ類が付く。軒先に作られたツバメの巣から室内に侵入したトコジラミによって、住人が吸血被害にあった例が報告されている。

### 種の保全状況評価
ツバメは日本では絶滅危惧種等の扱いは受けていない。都道府県別のレッドデータブック神奈川県において、「減少種」として位置づけられている。

### 象徴
家に巣を作ることから転じて、家を守るということで縁起の良い鳥として扱われたともいう。日本では同じように言われるものに爬虫類のヤモリがある。地方によっては、人の出入りの多い家、商家の参考となり、商売繁盛の印ともなっている。ツバメの巣のある家は安全であるという言い伝えもあり、巣立った後の巣を大切に残しておくことも多いという。水田を飛び回りイネの害虫を食べてくれること、イネは食べないことから日本では益鳥として扱われたとされる。
白いツバメはアジア圏では吉兆として扱われる。日本では全体的に良い印象の鳥である。ヨシ原での観察会を行うとツバメに対する理解が深まり、ツバメに対する印象も良くなるというアンケート結果がある。
よく飛び回り人懐っこいことから「親指姫」や「幸福な王子」（いずれもヨーロッパの作品）などでは主人公に助言し、どこか遠くに連れて行ってくれる存在として描かれる。中華文化圏にはスズメが親孝行なのに対しツバメは冷たいという話がよく伝わる。この二羽は昔は姉妹であったが、親の看病で差が出た結果、働き者のスズメが五穀を食べられるのに対し、ツバメは虫しか食べられないのだという。この寓話ではツバメは派手な顔の鳥の代表として出てくるが、地域によっては鳥が変わりツバメではなくトキになったり種類が増えたりすることもある。。
急旋回する飛翔能力の高さから名づけられたと言われる剣技が佐々木小次郎の「燕返し」である。
礼服の一種、英語tailcoat（しっぽの上着）は日本語では「燕尾服」と訳される。歩行時や足を開いたときの姿がツバメの尾に似ていることに由来すると見られる。色合いも背中側が黒、腹側に白いシャツが一部見えるのでツバメに似ている。アジア地域では中国語や朝鮮語も日本語の影響なのか同じ表現を使う。
ツバメは日本国鉄のシンボルとして知られる。これは戦前に運行が開始され、当時の日本の最重要幹線であった東海道本線の特急「燕」号に因む。東西を代表する都市である東京駅から大阪駅ないし神戸駅までを結ぶ経路に加えて、展望車や洋食食堂車までも連結した豪華な車両、所要時間を極限まで削った速さを持ち、「超特急燕」と呼ばれた国鉄の看板列車であった。この名残で、国鉄バスの車体にはツバメが描かれ、国鉄が所有したプロ野球チームは「国鉄スワローズ」（swallow=ツバメ、現在の東京ヤクルトスワローズ）となっている。列車名の「燕」「つばめ」の名前は一時期消えたものの、1990年代以降は九州地方の列車名として使われている。つばめ (列車)も参考のこと。
「燕」または「若い燕」は、年上の女に養われている、またはつきあっている若い男を指す俗語。
動物と天気や気候を関係づける言い伝えが多いが、ツバメにも幾つかある。「ツバメが低く飛ぶと雨が降る」と言われるものは比較的有名である。これは降雨直前の空気中の湿度が高い時は、獲物の虫が低い位置を飛ぶようになり、これを狙うツバメの位置も低くなるからと説明されることが多い。ただし、これも地方により様々で、逆に「ツバメが高い所を飛ぶときは雨が降る」という地方もあるという。ツバメに関する言い伝えとして、飛び方の他にも巣をかける位置や渡りの時期が天気や気候に結び付くというものが幾つか知られる。
- JRバスのツバメマーク

以下の国家が国鳥にツバメを採用している。
- エストニア
- オーストリア

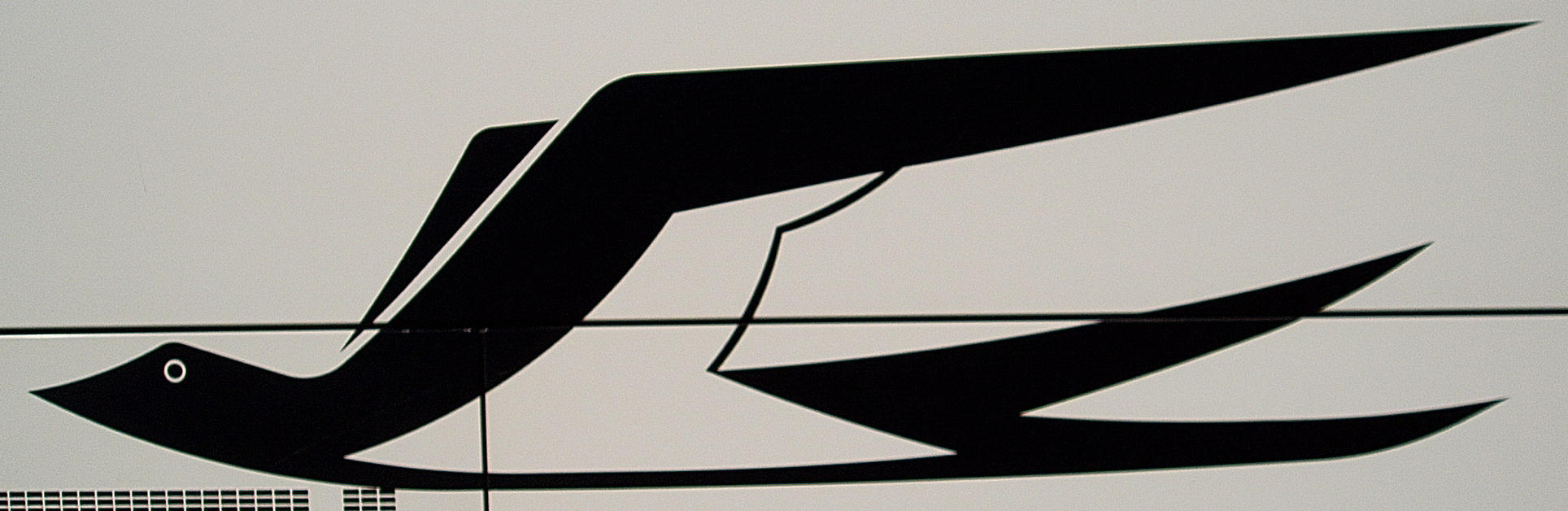
JRバスのツバメマーク

日本では以下の地方公共団体が市町村の鳥にツバメを採用している。
- 青森県中泊町[30]
- 岩手県紫波町
- 宮城県山元町[31]
- 茨城県筑西市[32]
- 千葉県松戸市[33]
- 新潟県燕市[34]
- 山梨県忍野村[35]
- 三重県川越町
- 徳島県阿南市[36]

## 呼称
ツバメは「カモメ」、「スズメ」などと並ぶ語尾が「メ」で終わる鳥の代表的なものである。この「メ」は群れる鳥という生態的な特徴から来ているのではと言われることがしばしばある。
日本の文献には早くから登場し、奈良時代には「つばめ」「つばくらめ」などが確認できるという。「め」が鳥を指すのは多くの研究者に共通する見解であるが、その前の「つばくら」の解釈は様々である。「つば」と「くら」に分ける人が多く、「つば」は光沢のある見た目もしくは鳴き声、「くら」は黒い体色もしくは小鳥を指すのではと言われる。柳田國男は「くら」が小鳥を指す説を推し、証拠としてカラ類や和歌山や鹿児島でみられる鳥の地方名を挙げている。「つば」は巣を作る際に土を咥える様が、「土を食む」ように見えるから、単に「翼」のことだという説もある。
漢字表記は鳥偏が付かない「燕」が一般的だが、かつては「鳦」などのいくつかの字があったという。「鳦」は常用漢字ではないために「乙鳥」などと代用されたが、厳密には右の部分は「乙」ではなく、ツバメが飛ぶ姿を現していた。「燕」の字は「en」と発音し「安」や「宴」などの良い意味を持つ字の音によく似ている。これは偶然ではなく、中国の神話簡狄の受胎伝説などに影響された意図的なものだという。
主な地方名は「ツバクラ」「ツバクラメ」「ツバクロ」系で、これが訛った程度のものがほぼ全国的に知られる。変わった地方名として四国の瀬戸内海側や中国地方の広範囲でみられる「ヒーゴ」、鹿児島県や沖縄県にみられる「マタガラシ」やこれが訛ったものなどがある。
種小名 rusticaは「田舎の」という意味で分布地に因む命名である、属名 Hirundoはラテン語における「ツバメ」の意味で、ヨーロッパでも広く見られる本種の基亜種を指す。